# Maxence Maisonneuve
Maxence Daniel Maisonneuve (11 februari 1999) is een Frans voetballer die sinds 2023 uitkomt voor RAAL La Louvière.

## Carrière
Maisonneuve, afkomstig van Marseille, ruilde in 2016 de jeugdopleiding van Istres FC voor die van FC Martigues. In het seizoen 2017/18 maakte hij zijn officiële debuut voor het eerste elftal van Martigues, dat toen in de Championnat National 2 uitkwam. In de zomer van 2019 stapte hij over naar Clermont Foot, waar hij aanvankelijk werd ondergebracht bij het beloftenelftal in de Championnat National 3.
In het seizoen 2020/21 stond Maisonneuve op de loonlijst van FC Aurillac Arpajon, maar quasi het hele seizoen viel in het water door de coronapandemie. In het seizoen daarop kwam hij met US Saint-Malo een seizoen uit in de Championnat National 2. Vervolgens zette Maisonneuve zijn koffers neer in België: in augustus 2022 streek hij neer bij de Belgische derdeklasser Olympic Club Charleroi, een jaar later tekende hij bij reeksgenoot RAAL La Louvière. Met La Louvière promoveerde Maisonneuve twee seizoenen op rij, waardoor de Fransman zich op 26-jarige leeftijd mocht opmaken voor een eerste seizoen op het hoogste niveau. Een kleine maand na de promotie naar de Jupiler Pro League brak La Louvière zijn contract open tot medio 2026.
1 Valkenaers ·
3 Gilot ·
4 Faye  ·
5 Corneillie ·
7 Gobitaka ·
8 Gueulette ·
9 Guindo ·
10 Pau ·
11 Liongola ·
12 Loiseaux ·
13 Maisonneuve ·
14 Belkheir ·
15 Lahssaini ·
21 Peano ·
23 Ito ·
25 Lamego ·
26 Bongiovanni ·
27 Eyongo ·
28 Botella ·
31 Camara ·
38 Diallo ·
44 Klomp ·
49 Hoedaert ·
51 Sidibe ·
70 Nagera ·
71 Monteiro ·
98 Maës ·
Coach: Taquin